# Хирсешть (Арджеш)
Хирсешть, Хирсешті (рум. Hârsești) — село у повіті Арджеш в Румунії. Входить до складу комуни Хирсешть.
Село розташоване на відстані 104 км на захід від Бухареста, 38 км на південь від Пітешть, 80 км на схід від Крайови, 141 км на південний захід від Брашова.

## Населення
За даними перепису населення 2002 року у селі проживали 1965 осіб. Рідною мовою 1964 особи (99,9%) назвали румунську.
Національний склад населення села:
| Національність | Кількість осіб | Відсоток |
| -------------- | -------------- | -------- |
| румуни         | 1917           | 97,6%    |
| цигани         | 47             | 2,4%     |